# Гусятинський деканат УГКЦ
Гусятинський деканат (протопресвітеріат) Бучацької єпархії УГКЦ — релігійна структура УГКЦ, що діє на території Тернопільської області України.

## Історія
Гусятинський деканат існував у структурі УГКЦ вже у XVIII столітті, належав до Львівської єпархії та складався із 23 парафій.

## Декани
Декан (протопресвітер) Гусятинський — о. Олег Гладун.

## Парафії деканату
| Парафії                                  | Населені пункти           |
| ---------------------------------------- | ------------------------- |
| Різдва Пречистої Діви Марії              | с. Васильківці            |
| Святої великомучениці Параскеви          | с. Вільхівчик             |
| Всіх Святих                              | с. Городниця              |
| Преображення Господнього                 | с. Городниця              |
| Покрови Пресвятої Богородиці (нижня)     | смт Гусятин               |
| Покрови Пресвятої Богородиці (верхня)    | смт Гусятин               |
| Святого Онуфрія Великого                 | смт Гусятин               |
| Святих верховних апостолів Петра і Павла | с. Кузьминчик             |
| Святого Миколая                          | с. Личківці               |
| Різдва святого Івана Хрестителя          | с. Постолівка             |
| Успіння Пресвятої Богородиці             | с. Раштівці (с. Дубківці) |
| Вознесіння Христового                    | с. Раштівці (х. Стінка)   |
| Святого великомученика Димитрія          | с. Самолусківці           |
| Різдва Пресвятої Богородиці              | с. Сидорів                |
| Святого великомученика Димитрія          | с. Суходіл                |
| Покрови Пресвятої Богородиці             | с. Трибухівці             |
| Введення в храм Пречистої Діви Марії     | с. Увисла                 |
| Святого архістратига Михаїла             | с. Чабарівка              |